# العلاقات القطرية الليبيرية
العلاقات القطرية الليبيرية هي العلاقات الثنائية التي تجمع بين قطر وليبيريا.

## مقارنة بين البلدين
هذه مقارنة عامة ومرجعية للدولتين:
| وجه المقارنة                                              | قطر           | ليبيريا      |
| --------------------------------------------------------- | ------------- | ------------ |
| المساحة (كم2)                                             | 11.44 ألف     | 111.37 ألف   |
| عدد السكان (نسمة)                                         | 2.64 مليون    | 4.73 مليون   |
| الكثافة السكانية (ن./كم²)                                 | 230.77        | 42.47        |
| العاصمة                                                   | الدوحة        | مونروفيا     |
| اللغة الرسمية                                             | اللغة العربية | لغة إنجليزية |
| العملة                                                    | ريال قطري     | دولار ليبيري |
| الناتج المحلي الإجمالي (بليون دولار)                      | 167.61 مليار  | 2.16 مليار   |
| الناتج المحلي الإجمالي (تعادل القوة الشرائية) بليون دولار | 316.40 مليار  | 3.76 مليار   |
| الناتج المحلي الإجمالي الاسمي للفرد دولار أمريكي          | 73.65 ألف     | 455          |
| الناتج المحلي الإجمالي للفرد دولار أمريكي                 | 141.54 ألف    | 842          |
| مؤشر التنمية البشرية                                      | 0.850         | 0.430        |
| رمز المكالمات الدولي                                      | +974          | +231         |
| رمز الإنترنت                                              | .qa           | .lr          |
| المنطقة الزمنية                                           | ت ع م+03:00   | 00           |

## منظمات دولية مشتركة
يشترك البلدان في عضوية مجموعة من المنظمات الدولية، منها:
| علم المنظمة | اسم المنظمة                               | تاريخ انضمام قطر | تاريخ انضمام ليبيريا |
| ----------- | ----------------------------------------- | ---------------- | -------------------- |
|             | مؤسسة التمويل الدولية                     | 11 أكتوبر 2008   | 28 مارس 1962         |
|             | منظمة حظر الأسلحة الكيميائية              | ?                | ?                    |
|             | الأمم المتحدة                             | 21 سبتمبر 1971   | 2 نوفمبر 1945        |
|             | الاتحاد الدولي للاتصالات                  | 27 مارس 1973     | 10 أكتوبر 1927       |
|             | منظمة الشرطة الجنائية الدولية             | ?                | ?                    |
|             | البنك الدولي للإنشاء والتعمير             | 25 سبتمبر 1972   | 28 مارس 1962         |
|             | الاتحاد البريدي العالمي                   | ?                | ?                    |
|             | المركز الدولي لتسوية المنازعات الاستشارية | 20 يناير 2011    | 16 يوليو 1970        |
|             | وكالة ضمان الاستثمار متعدد الأطراف        | 22 أكتوبر 1996   | 12 أبريل 2007        |
|             | يونسكو                                    | 27 يناير 1972    | 6 مارس 1947          |

## وصلات خارجية
- موقع وزارة الخارجية القطرية
- موقع وزارة الخارجية الليبيرية